# Società Sportiva Calcio Giugliano 1999-2000
Questa voce raccoglie le informazioni riguardanti la Società Sportiva Calcio Giugliano nelle competizioni ufficiali della stagione 1999-2000.

## Sponsor
Lo sponsor ufficiale è Giugliano Città della Mela Annurca.

## Rosa
| N. |                   | Ruolo | Calciatore             |
| -- | ----------------- | ----- | ---------------------- |
|    | Italia (bandiera) | C     | Giuseppe Babuscia      |
|    | Italia (bandiera) | C     | Luca Barbini           |
|    | Italia (bandiera) | C     | Pasquale Bovienzo      |
|    | Italia (bandiera) | A     | Salvatore Campilongo   |
|    | Italia (bandiera) | D     | Vittorio De Carlo      |
|    | Italia (bandiera) | A     | Antonio Di Nardo       |
|    | Italia (bandiera) | D     | Davide D'Innocenzo     |
|    | Italia (bandiera) | C     | Giuseppe Ferazzoli (I) |
|    | Italia (bandiera) | C     | Massimo Gerundini      |
|    | Italia (bandiera) | D     | Biagio Grasso          |
|    | Italia (bandiera) | D     | Manolo Liberati        |
|    | Italia (bandiera) | P     | Pasquale Mezzocapo     |
|    | Italia (bandiera) | A     | Salvatore Montaperto   |
|    | Italia (bandiera) | A     | Rocco Napoli           |

| N. |                   | Ruolo | Calciatore              |
| -- | ----------------- | ----- | ----------------------- |
|    | Italia (bandiera) | A     | Massiliano Palombo      |
|    | Italia (bandiera) | D     | Santo Parise            |
|    | Italia (bandiera) | A     | Francesco Pietrolungo   |
|    | Italia (bandiera) | A     | Antonio Pisani          |
|    | Italia (bandiera) | A     | Davide Ricci            |
|    | Italia (bandiera) | C     | Diego Russo             |
|    | Italia (bandiera) | C     | Manuele Foderini        |
|    | Italia (bandiera) | D     | Matteo Siniscalco       |
|    | Italia (bandiera) | C     | Alessandro Spanò        |
|    | Italia (bandiera) | C     | Massiliano Spocchi      |
|    | Italia (bandiera) | D     | Angelo Tasca            |
|    | Italia (bandiera) | P     | Alessandro Testaferrata |
|    | Italia (bandiera) | D     | Ciro Vitiello           |